# ГЕС Нанпіл
ГЕС Нанпіл — гідроелектростанція у тихоокеанській державі Федеративні Штати Мікронезії на острові Понпеї (Понапе), розташована за п'ять кілометрів на схід від столичного міста Палікір. Використовує ресурс із річки Nanpil Kiepw, яка дренує північно-західний схил гори Наналаут та є лівим витоком річки Лехн, що впадає до океану на північному узбережжі острова за кілька кілометрів від міста Колонія. Станом на другу половину 2010-х найпотужніша ГЕС країни.

## Японська станція
У період японського управління Каролінськими островами (настало за результатами Першої світової війни) річку перекрили бетонною водозабірною греблею висотою 2,5 метра та довжиною 45 метрів. Від неї прямував водовід до машинного залу, спорудженого біля злиття Nanpil Kiepw з правою твірною Лехм річкою Pilen Kiepw. Тут встановили дві турбіни потужністю по 0,312 МВт, які працювали при напорі у 15 метрів.
Один з гідроагрегатів пропав під час Другої світової війни, коли його відправили з острова для ремонту. Другий на момент завершення бойових дій все ще перебував у працездатному стані та певний час використовувався американськими військовиками, які зайняли Понапе. Втім, вже у 1946-му повінь змила водовід, що вивело станцію з експлуатації. Невдовзі гребля також виявилась розмитою.

## Станція 1980-х років
У 1977 році на Nanpil Kiepw завершили нову бетонну греблю висотою 3,8 метра та довжиною 66 метрів. Спершу вона забезпечувала лише водопостачання, допоки у 1988-му американські військові інженери не доповнили її гідроелектростанцією. Для цього під дорогою, що вела з долині Лехм до греблі, проклали водовід завдовжки 1,4 км. Машинний зал спорудили неподалік старого японського (перетвореного на пам'ятку) та обладнали двома турбінами типу Френсіс виробництва компанії Boving потужністю 0,725 МВт та 1,333 МВт. Втім, обмеження по водозабору не дозволяли повною мірою використовувати можливості гідроагрегатів, тому загальна потужність станції рахувалась як 1,7 МВт. ГЕС виробляла 4 млн кВт-год електроенергії на рік, для видачі якої проклали ЛЕП довжиною 2,7 км, розраховану на роботу під напругою 13,8 кВ.
У 2003 році сильна повінь вивела з ладу трансформаторне обладнання. Повернути ГЕС в експлуатацію спробували за п'ять років, проте внаслідок невдалої спроби ремонту гідроагрегати були втрачені.

## Станція 2010-х років
В 2014 році китайська Hangzhou Nannan Hydropower Development провела ремонтні роботи на водозаборі, водоводі та у машинному залі. ГЕС Нанпіл отримала нову турбіну потужністю 0,725 МВт.